# Mary-Ann Eisel
Mary-Ann Eisel (* 25. November 1946 in St. Louis) ist eine ehemalige US-amerikanische Tennisspielerin. Ihr größter Erfolg war der Titel im Mixedwettbewerb der US Open im Jahr 1968.

## Leben
Eisel wurde in St. Louis im US-Bundesstaat Missouri geboren. Nach ihrem Schulabschluss in Ladue besuchte sie die Washington University in St. Louis. Im Jahr 1969 heiratete sie den britischen Tennisspieler Peter Curtis, mit dem sie auch im Mixed antrat. Nach ihrer Scheidung von Curtis heiratete sie 1972 Don Beattie.

## Karriere
Im Jahr 1967 erreichte Mary-Ann Eisel an der Seite von Donna Floyd Fales der U.S. National Championships, die im Folgejahr in US Open umbenannt wurden. Die Partie verloren sie in drei Sätzen gegen die Paarung Rosemary Casals und Billie Jean King.
An der Seite ihres späteren Ehemanns Peter Curtis konnte sie bei den US Open 1968 den Titel im Mixedwettbewerb gewinnen. Sie schlugen das Doppel Tory Fretz und Gerry Perry in zwei Sätzen.
Im März 1971 triumphierte sie beim WTA-Turnier in Detroit im Doppel mit Valerie Ziegenfuss gegen die Paarung Judy Tegart Dalton/Peaches Bartkowicz 2:6, 6:2 und 6:3. Einen weiteren Titel feierte sie Ende Mai beim WTA-Turnier in Tulsa im Doppel mit Karin Benson, das sie gegen Chris und Jeanne Evert mit 2:6, 7:5 und 7:5 gewann.
Sie trat 1968 und 1970 für das US-amerikanische Federation-Cup-Team an, wobei das Team beide Male das Halbfinale der Weltgruppe erreichte. Sie gewann bei ihren Einsätzen fünf von neun Partien.

## Finalteilnahmen bei Grand-Slam-Turnieren

### Doppel

#### Finalteilnahme
| Nr. | Datum              | Turnier                     | Belag | Doppelpartnerin   | Finalgegner                   | Ergebnis      |
| --- | ------------------ | --------------------------- | ----- | ----------------- | ----------------------------- | ------------- |
| 1.  | 10. September 1967 | U.S. National Championships | Rasen | Donna Floyd Fales | Rosie Casals Billie Jean King | 6:4, 3:6, 4:6 |

### Mixed

#### Turniersieg
| Nr. | Datum             | Turnier | Belag | Doppelpartner | Finalgegner                | Ergebnis |
| --- | ----------------- | ------- | ----- | ------------- | -------------------------- | -------- |
| 1.  | 8. September 1968 | US Open | Rasen | Peter Curtis  | Tory-Ann Fretz Gerry Perry | 6:4, 7:5 |